# Proces Castnera-Kellnera

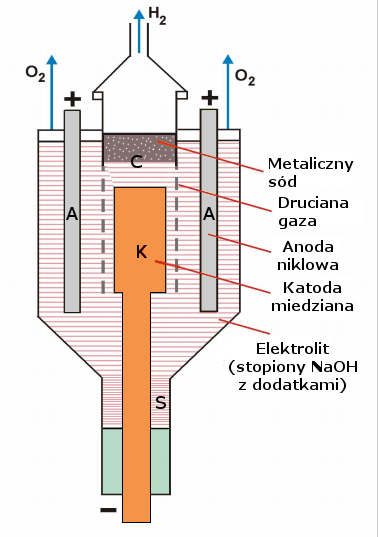
Diagram aparatury dla procesu Castnera

Proces Castnera (również: proces Castnera-Kellnera) – to przemysłowa metoda otrzymywania metalicznego sodu w drodze elektrolizy stopionego wodorotlenku sodu (sody kaustycznej) w temperaturze ok. 330 °C.

## Szczegóły metody
Na rysunku obok widać elektrolizer Castnera, którym jest ceramiczny tygiel z zawieszoną cylindryczną niklową anodą (A) otaczającą miedzianą katodę (K). Temperatura jest niższa w dolnej części i wyższa w górnej tak, aby wodorotlenek sodu był w fazie stałej w szyjce (S) i ciekłej w środkowej i górnej części elektrolizera. Metaliczny sód wytwarza się na katodzie (K), ale ponieważ jest mniej gęsty niż stopiony wodorotlenek sodu, więc wędruje do góry. Druciana gaza/diafragma (G) ogranicza sód, który akumuluje się u góry w kolektorze (C).
Reakcje elektrochemiczne w trakcie procesu:
1) reakcja na katodzie:
2Na+ + 2e− → 2Na
2) reakcja na anodzie:
2OH− → ½O2 + H2O + 2e−
3) reakcja uboczna:
2H2O + 2Na → 2NaOH + H2↑

## Historia
Proces Castnera wytwarzania sodu metalicznego został wprowadzony przez amerykańskiego chemika Hamiltona Castnera w 1888 r. W tym czasie głównym zastosowaniem sodu było użycie go jako silnego środka redukującego do otrzymywania glinu z jego oczyszczonych rud.
Nowa metoda obniżyła koszty wytwarzania sodu w porównaniu z poprzednio stosowaną metodą redukcji węglanu sodu węglem w wysokiej temperaturze, co obniżyło koszt produkcji aluminium. Jednakże wprowadzenie w tym samym czasie innej – bardziej wydajnej metody produkcji glinu z jego tlenku – znanej obecnie jako proces Halla-Héroulta, spowodowało zmniejszenie znaczenia procesu Castnera. Był on jednak nadal wykorzystywany, ale już nie jako etap przy produkcji glinu, tylko ze względu na wzrost zapotrzebowania na sam sód do innych celów. Jednakże opracowanie w 1924 nowej metody produkcji sodu w elektrolizerze Downsa (proces Downsa) wyparło niemal całkowicie proces Castnera.